# هاينز هولت
هاينز هولت (بالإنجليزية: Hines Holt)‏ هو محامي وسياسي أمريكي، ولد في 27 أبريل 1805، وتوفي في 4 نوفمبر 1865. حزبياً، نشط في حزب اليمين. وقد انتخب عضو مجلس نواب جورجيا وانتخب عضو مجلس النواب الأمريكي.